# Ereikoússa
Ereikoússa är en ort i Grekland.   Den ligger i prefekturen Nomós Kerkýras och regionen Joniska öarna, i den västra delen av landet, 400 km nordväst om huvudstaden Aten. Ereikoússa ligger 65 meter över havet och antalet invånare är 496. Den ligger på ön Nisí Ereikoússa.
Terrängen runt Ereikoússa är platt.  Närmaste större samhälle är Karousádes, 17,4 km sydost om Ereikoússa. 